# Novantinoe monnei
Novantinoe monnei är en skalbaggsart som beskrevs av Santos-silva och Hovore 2007. Novantinoe monnei ingår i släktet Novantinoe och familjen långhorningar. Inga underarter finns listade i Catalogue of Life.